# رون هاوارد
رونالد ويليام هاورد (بالإنجليزية: Ron Howard) (ولد في 1 مارس 1954)، وهو صانع أفلام وممثل أمريكي. برز هاورد في بداياته كطفل ممثل وظهر كضيف شرف في العديد من المسلسلات التلفزيونية ومن ضمنها ظهوره في حلقة من مسلسل ذا توايلايت زون. اكتسب اهتمامًا وطنيًا بعد لعبه لدور أوبي تايلور اليافع، ابن الشريف أندي تايلور (الذي أداه الممثل أندي غريفيث) في المسلسل الكوميدي ذا أندي غريفيث شو (عرض أندي غريفيث) والذي استمر للفترة من 1960 إلى 1968. ظهر أيضًا في الفيلم الموسيقي ذا ميوزك مان (رجل الموسيقى) (1962) والذي حقق نجاحًا على الصعيدين النقدي والتجاري.
مثّل هاوارد في واحد من الأدوار الرئيسية في أحد أفلام سن النضج وهو فيلم أميريكان غرافيتي (زخرفة أمريكية) (1973)، والذي لاقى ترحيبًا واسعًا وأصبح واحدًا من أكثر الأفلام ربحًا على مر الأوقات. أصبح هاورد واحدًا من الأسماء المشهورة في السنة التي تلت تمثيله في ذلك الفيلم، وذلك للعبه دور ريتشي كانينغهام في المسلسل الكوميدي هابي دايز (أيام سعيدة)، وقد لعب هذا الدور للفترة من 1974 إلى 1980. استمر هاورد بالظهور في الأفلام خلال هذه الفترة، مثل فيلم الغرب الأمريكي ذا شوتست (1976) وفي الفيلم الكوميدي غراند ثيفت أوتو (1977)، والذي كان فلمه الأول كمخرج.
ترك هاوارد التمثيل في مسلسل هابي دايز في 1980 للتركيز على الإخراج. تتضمن أفلامه كلًا من فيلم الخيال العلمي والفنتازيا كوكون (شرنقة) (1985)، وفيلم الفنتازي ويلو (صفصاف) (1988)، وفيلم الإثارة باكدرافت (اللهيب المرتد) (1991)، ومسلسل تاريخي درامي-وثائقي بعنوان أبولو 13 (1995)، وفيلم كوميديا عيد الميلاد هاو ذا غرينش ستول كريسماس (2000)، وفيلم السيرة الدرامي إيه بيوتيفل مايند (عقل جميل) (2001)، وفيلم السيرة والرياضة والدراما سندريلا مان (رجل السندريلا) (2005)، وفيلم الإثارة ذا دافينشي كود (شيفرة دا فينشي) (2006)، وفيلم التاريخ والدراما فروست/نيكسون (2008)، وفيلم سولو: إيه ستار وورز ستوري (سولو: قصة من حرب النجوم) (2018)، والفيلم الوثائقي بافاروتي (2019). فاز هاوارد بجائزة الأوسكار لأفضل مخرج وجائزة الأوسكار لأفضل فيلم عن فيلمه إيه بيوتيفل مايند.
مُنح هاوارد الميدالية الوطنية للفنون في 2003. سُمي الكويكب 12561 هاوارد على اسمه. أُدخل اسمه إلى قاعة مشاهير التلفاز في 2013. يمتلك هاوارد نجمتين في ممر الشهرة في هوليوود لمساهماته في مجال صناعة الأفلام والمسلسلات التلفزيونية. 

## الترشيحات و الجوائز

### الأوسكار
أفضل مخرج عام 2002 عن فيلم عقل جميل وفاز بها
أفضل فيلم عام 2002 عن فيلم عقل جميل وفاز بها بالمشاركة مع بريان جرازر
أفضل مخرج عام 2009 عن فيلم Frost/Nixon
أفضل فيلم عام 2009 عن فيلم Frost/Nixon بالمشاركة مع بريان جرازر وأيريك فيلنر

### الغولدن غلوب
أفضل ممثل مساعد عام 1977 عن فيلم The Shootist
أفضل ممثل ممثل موسيقى أو أستعراضى عام 1978 عن مسلسل "Happy Days" و فاز بها بالمشاركة مع هينرى ويتكلر عن نفس المسلسل
أفضل مخرج عام 1996 عن فيلم Apollo 13
أفضل مخرح عام 2002 عن فيلم عقل جميل
أفضل مخرج عام 2009 عن فيلم Frost/Nixon

## وصلات خارجية
- رون هاوارد على موقع IMDb (الإنجليزية)
- رون هاوارد على موقع الموسوعة البريطانية (الإنجليزية)
- رون هاوارد على موقع روتن توميتوز (الإنجليزية)
- رون هاوارد على موقع مونزينجر (الألمانية)
- رون هاوارد على موقع ألو سيني (الفرنسية)
- رون هاوارد على موقع ميوزك برينز (الإنجليزية)
- رون هاوارد على موقع تيرنر كلاسيك موفيز (الإنجليزية)
- رون هاوارد على موقع أول موفي (الإنجليزية)
- رون هاوارد على موقع بوكس أوفيس موجو (الإنجليزية)
- رون هاوارد على موقع قاعدة بيانات الأفلام السويدية (السويدية)
- رون هاوارد على موقع أول موفي.
- 2002 Commencement Address (USC School of Cinema-Television)
- Ron Howard: Imagining the Wonders of Willow – Article at StarWars.com
- قالب:EmmyTVLegends name
- Encyclopedia of Oklahoma History and Culture – Howard, Ron